# Angelo Felice Capelli
Angelo Felice Capelli (Parma, 2 novembre 1681 – Ceneda, 16 novembre 1749) è stato un matematico e astronomo italiano.

## Biografia
Figlio di Stefano, ebbe probabilmente per zio il compositore Giovanni Maria Capelli. Notizie più dettagliate si hanno a partire dal 1717, quando a Brescia già insegnava matematica, mentre in privato si interessava di astronomia e specialmente degli aspetti pratici di tale scienza; dedicò infatti la sua prima opera al calcolo annuale delle effemeridi, in volumi che pubblicò dal 1720 al 1731.
Trasferitosi a Venezia, nel 1727 vi pubblicò la prima edizione del Calendario celeste (2ª ed. 1739, 3ª ed. 1748), ma il suo contributo più importante all'astronomia consiste nell'Astrosophia numerica, un manuale di calcoli astronomici pubblicato dal 1733 in più volumi. Pubblicò anche due manuali scolastici basati sulla sua esperienza di insegnante: il Breve compendio d'operazioni geometriche (1741) e il Breve compendio d'aritmetica (1742).

## Opere
- (LA) Astrosophia numerica, vol. 1, Venezia, Antonio Mora, 1733.
- (LA) Astrosophia numerica, vol. 2, Venezia, Antonio Mora, 1736.
- (LA) Astrosophia numerica, vol. 3, Venezia, Antonio Mora, 1737.
- Breve compendio d'operazioni geometriche da farsi colla sola riga, e compasso, 3ª ed., Venezia, Giovanni Battista Albrizzi, 1765  [1741].